# Тротушану (Вранча)
Тротушану (рум. Trotușanu) насеље је у Румунији у округу Вранча у општини Мовилица. Oпштина се налази на надморској висини од 281 m.

## Становништво
Према подацима из 2002. године у насељу је живело 495 становника, од којих су сви румунске националности.